# (5903) 1989 AN1
(5903) 1989 AN1 là một tiểu hành tinh vành đai chính. Nó được phát hiện bởi Seiji Ueda và Hiroshi Kaneda ở Kushiro, Hokkaidō, Nhật Bản, ngày 6 tháng 1 năm 1989.